# 外多瑙

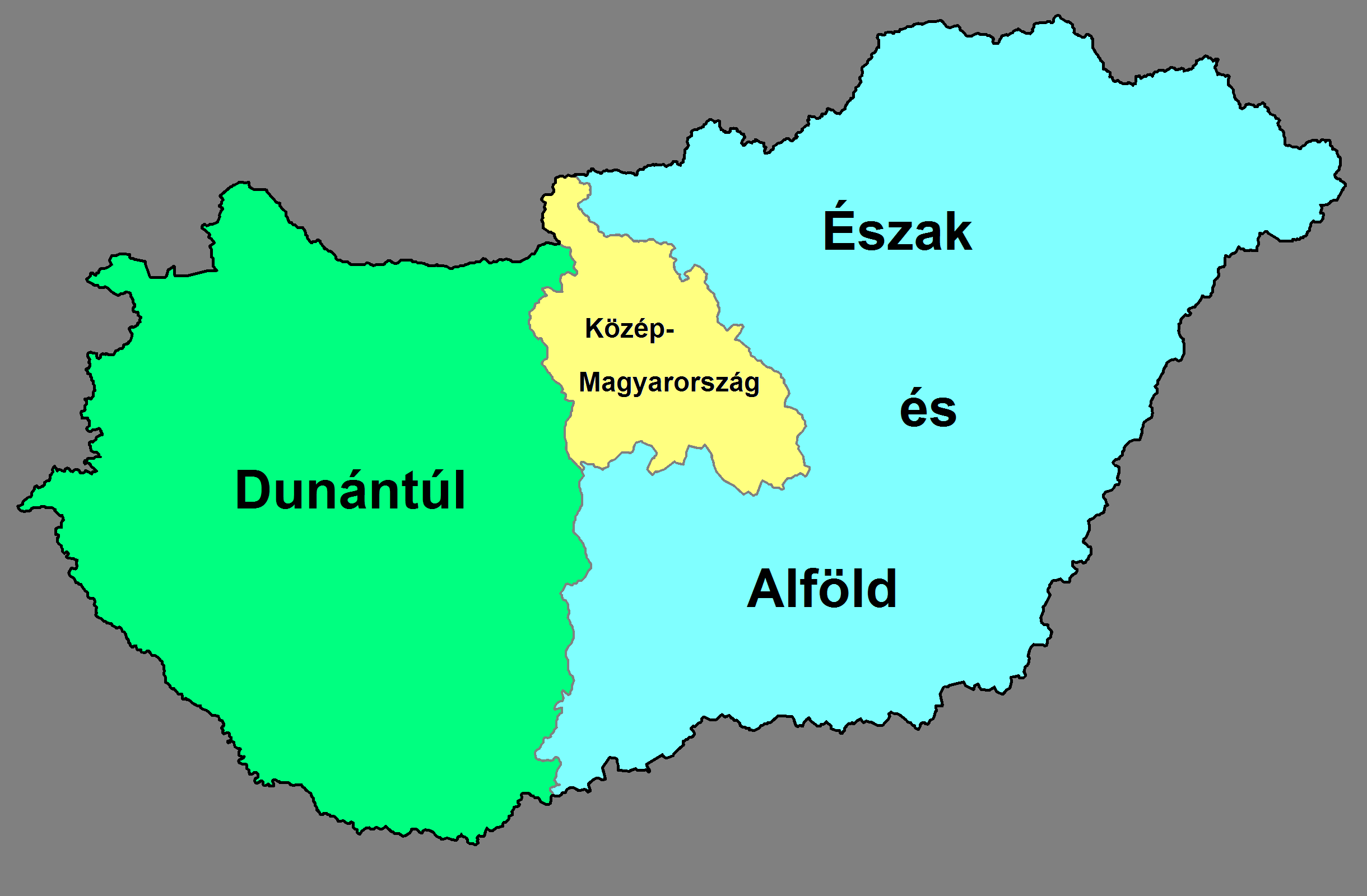
绿色部分即为外多瑙地区

外多瑙（匈牙利語：Dunántúl）是匈牙利的一个历史地区，位于匈牙利西部。